# 7904 Morrow
7904 Morrow eller 1997 JL4 är en asteroid i huvudbältet som upptäcktes den 1 maj 1997 av LINEAR i Socorro County, New Mexico. Den är uppkallad efter Walter W. Morrow, Jr.
Asteroiden har en diameter på ungefär 4 kilometer.